# A Million in Prizes: The Anthology
A Million in Prizes: The Anthology è un album di raccolta del cantante Iggy Pop, pubblicato nel 2005.

## Tracce

### Disco 1
1. 1969 – The Stooges
2. No Fun – The Stooges
3. I Wanna Be Your Dog – The Stooges
4. Down on the Street – The Stooges
5. I Got a Right! – Iggy & The Stooges
6. Gimme Some Skin – Iggy & The Stooges
7. I'm Sick of You – Iggy & The Stooges
8. Search and Destroy – Iggy & The Stooges
9. Gimme Danger – Iggy & The Stooges
10. Raw Power – Iggy & The Stooges
11. Kill City – Iggy Pop & James Williamson
12. Nightclubbing
13. Funtime
14. China Girl
15. Sister Midnight
16. Tonight
17. Success
18. Lust for Life
19. The Passenger

### Disco 2
1. Some Weird Sin
2. I'm Bored
3. I Need More
4. Pleasure
5. Run Like a Villain
6. Cry for Love
7. Real Wild Child (Wild One)
8. Cold Metal
9. Home
10. Candy – con Kate Pierson
11. Well Did You Evah! – con Deborah Harry
12. Wild America
13. TV Eye (Live)
14. Loose (Live)
15. Look Away
16. Corruption
17. I Felt the Luxury – con Medeski Martin & Wood
18. Mask
19. Skull Ring – Iggy & The Stooges